# Strongylocentrotus droebachiensis
Strongylocentrotus droebachiensis is een zee-egel uit de familie Strongylocentrotidae. De wetenschappelijke naam van de soort werd in 1776 gepubliceerd door Otto Friedrich Müller. De soortnaam "droebachiensis" is afgeleid van de naam van de Noorse stad Drøbak. 

## Beschrijving
De zee-egel Strongylocentrotus droebachiensis groeit tot 8 cm in diameter met een laag plat profiel. De skeletplaten zijn groenbruin met talrijke roodachtige, groenachtige of zelfs violette stekels die meestal een witte punt hebben. Tussen de stekels bevinden grote opvallende pedicellariën, die duidelijk zichtbaar zijn. S. droebachiensis eet het liefst zeewier, maar eet ook andere organismen. Ze worden gegeten door een verscheidenheid aan roofdieren, waaronder zeesterren, krabben, grote vissen, zoogdieren, vogels en mensen. 

## Verspreiding en leefgebied
Strongylocentrotus droebachiensis wordt algemeen aangetroffen in noordelijke wateren over de hele wereld, inclusief zowel de Stille als de Atlantische Oceaan tot een noordelijke breedtegraad van 81 graden en zo ver naar het zuiden als Maine (in de VS), Engeland en de Middellandse Zee. Deze soort wordt gevonden in zowel beschutte als blootgestelde kelpbedden en rotsachtige gebieden, gelegen in de lage intergetijdenzone en subtidale zone tot 1200 meter in de Atlantische Oceaan.

## Synoniemen
- Toxopneustes carnosus A. Agassiz, 1864[1]